# Changdeokgung
Pałac Changdeok (kor. 창덕궁, chiń. 昌德宮) – rezydencja władców Korei z dynastii Joseon, znajdująca się w aglomeracji Seulu, zbudowana w 1405, odbudowana po inwazji japońskiej w 1610 i częściowo zniszczona podczas okupacji japońskiej 1910–1945, wkomponowana w park o powierzchni pół kilometra kwadratowego.